# Viva Bianca

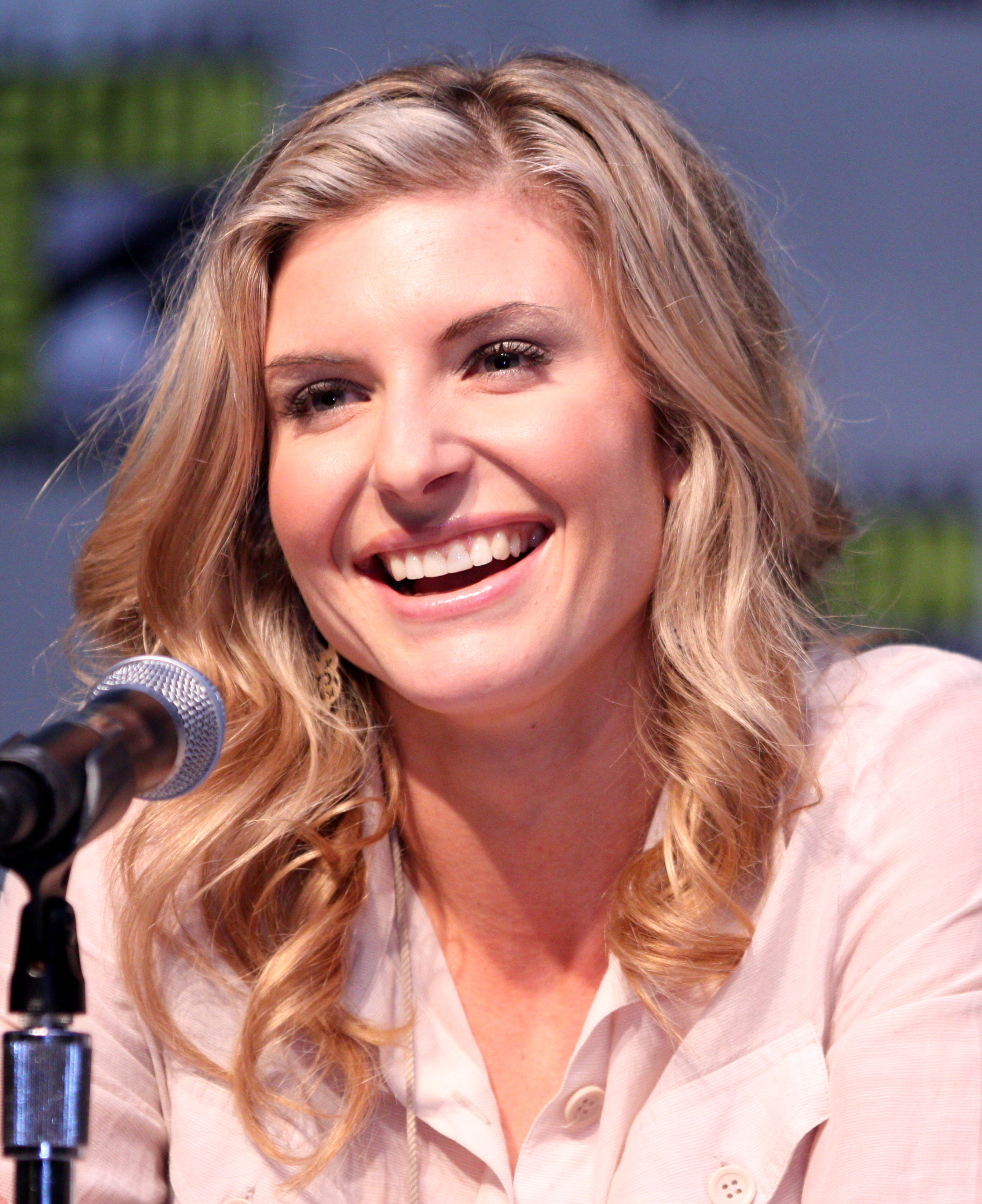
Viva Bianca auf der San Diego Comic-Con 2010

Viva Bianca (* 17. November 1983 in Australien als Viva Skubiszewski) ist eine australische Schauspielerin. Sie erlangte vor allem Bekanntheit durch die Rolle der Ilithyia in der Serie Spartacus.

## Leben
Bianca ist die Tochter von Cezary Skubiszewski, einem polnisch-australischen Komponisten für Film, Fernsehen und Orchester. Sie wuchs in Melbourne auf und besuchte die Western Australien Academy of Performing Arts, wo sie den Preis als beste Schauspielerin erhielt.
Bianca wirkte in einigen australischen Fernsehserien mit wie Eugenie Sandler P.I., Marshall Law, All Saints und The Strip. Außerdem wirkte sie in den australischen Filmen Accidents Happen und Bad Bush mit. Von 2010 bis 2012 spielte sie die Rolle der Ilithyia, die Tochter des Senators Albinius und Frau des Legaten Claudius Glaber, in der Serie Spartacus. 2011 spielte sie die Hauptrolle der Holly Rowe in dem Thriller Exit – A Night from Hell.
Laut Bianca haben sie die australischen Schauspielkollegen Heath Ledger und Cate Blanchett beeinflusst.

## Filmografie (Auswahl)
- 2009: Accidents Happen
- 2010–2012: Spartacus (Fernsehserie, 21 Episoden)
- 2011: Exit – A Night from Hell (X)
- 2012: Love at the Christmas Table (Fernsehfilm)
- 2013: Scorned
- 2014: The Reckoning
- 2014: Elimination Game (Turkey Shoot)
- 2015: Ein Prinz zu Weihnachten (Small Town Prince, A Prince for Christmas, Fernsehfilm)
- 2016: Just Add Magic (Fernsehserie, Episode 1x08 Just Add Besties)
- 2016: Showing Roots
- 2017: Blind
- 2018: Minutes to Midnight
- 2018: Dead Man Redemption (Deadman Standing)
- 2018: Can’t Have You
- 2018: Deadman Standing